# 北端午遗址
北端午遗址是第三次全国文物普查中在山西省左云县张家场乡北端午村发现的一处金代文化遗址。遗址的文化层厚度大约为60厘米，分布面积约6万平方米。文物工作者在遗址地面采集到了陶片与瓷片。瓷片主要为白釉，亦含有少量的黑釉、褐釉，瓷片装饰手法包括划花、刻花、印花等，器型除盘、碟、碗外，还有瓷枕。这一次普查中左云县共新发现了22处辽金时代的大型聚落遗址，考古工作者认为这为研究提供了重要的实物资料。
北端午遗址现被公布为左云县文物保护单位。